# Atsuhiko Mori
Atsuhiko Mori (森 敦彦, Mori Atsuhiko) est un footballeur japonais né le 31 mai 1972 dans la préfecture de Hyogo au Japon.